# D.J. James
D.J. James (5 marzo 2001) è un giocatore di football americano statunitense che milita nel ruolo di cornerback per i New England Patriots della National Football League (NFL).

## Carriera universitaria
James iniziò la sua carriera nel college football a Oregon nel 2019. Nel 2021 mise a segno 46 tackle, 2 intercetti e 4 passaggi deviati. A fine stagione decise di cambiare istituto.
James decise alla fine di trasferirsi a Auburn. Nella prima stagione con i Tigers fu inserito nella formazione ideale della Southeastern Conference (SEC) dopo avere messo a segno 37 placcaggi, un intercetto e 8 passaggi deviati.

## Carriera professionistica

### Seattle Seahawks
James fu scelto nel corso del sesto giro (192º assoluto) del Draft NFL 2024 dai Seattle Seahawks. Fu svincolato il 27 agosto.

### New England Patriots
Dopo essere stato svincolato dai Seahawks, James firmò con la squadra di allenamento dei New England Patriots.